# Nicos Poulantzas
Nicos Poulantzas (in greco: Νίκος Πουλαντζάς, AFI: [ˈnikos pulanˈd͡zas]; Atene, 21 settembre 1936 – Parigi, 3 ottobre 1979) è stato un sociologo e filosofo greco naturalizzato francese. 
Negli anni '70 del Novecento era conosciuto, insieme a Louis Althusser, come uno dei principali marxisti strutturali e, seppure fosse inizialmente un leninista, alla fine divenne un fervente sostenitore del socialismo democratico. È noto soprattutto per il suo lavoro teorico sullo stato, in particolare in "Potere politico e classi sociali" (1969) e "Le classi nel capitalismo attuale" (1975). Si interessò progressivamente dei problemi di strategia politica nelle diverse condizioni del capitalismo europeo e realizzò importanti contributi all'analisi storica del fascismo e del crollo delle dittature nell'Europa meridionale negli anni '70 del Novecento (come il dominio di Francisco Franco in Spagna, quello di Salazar in Portogallo e quello di Papadopoulos in Grecia).

## Biografia
Poulantzas ha studiato legge in Grecia e si è trasferito in Francia nel 1961; lì ha completato un dottorato in filosofia del diritto con il titolo La rinascita del diritto naturale in Germania (La renaissance du droit naturel en Allemagne) nel 1964. Ha insegnato sociologia all'Università di Parigi VIII dal 1968 fino alla sua morte. Era sposato con la scrittrice francese Annie Leclerc, con la quale ha avuto una figlia. Si è suicidato all'età di 43 anni nel 1979 gettandosi dalla finestra dell'appartamento di un amico a Parigi.

## La teoria dello Stato
La teoria dello stato di Poulantzas fu generata come una critica alle interpretazioni più semplicistiche all'interno del marxismo. I marxisti strumentalisti sostenevano che lo stato fosse semplicemente uno strumento nelle mani di una determinata classe sociale. Su questo Poulantzas però non era concorde, in quanto egli vedeva la classe capitalista troppo concentrata sul proprio profitto individuale a breve termine, piuttosto che sul mantenimento del potere della classe nel suo insieme, utile per esercitare il potere statale facendo il proprio interesse. Poulantzas sosteneva che lo stato, sebbene relativamente autonomo dalla classe capitalista, funziona comunque per garantire il buon funzionamento della società capitalista, e quindi avvantaggia la classe capitalista. In particolare, egli si è concentrato su come un sistema intrinsecamente divisivo come il capitalismo potesse coesistere con la stabilità sociale necessaria per la sua riproduzione — facendo particolare riferimento al nazionalismo come mezzo per superare le divisioni di classe tipiche del capitalismo.
Prendendo in prestito la nozione di egemonia culturale da Antonio Gramsci, Poulantzas sosteneva che la repressione dei movimenti degli oppressi non è l'unica funzione dello stato. Anzi, il potere statale deve anche ottenere il consenso degli oppressi. Lo fa attraverso alleanze di classe, nelle quali il gruppo dominante fa un'alleanza con gruppi subordinati come mezzo per ottenere il consenso del gruppo subordinato. Nelle sue opere successive, Poulantzas ha analizzato invece per lo più il ruolo di quella che denifiva la "nuova piccola borghesia" sia nel consolidare l'egemonia delle classi dominanti sia nell'indebolire la capacità di organizzazione del proletariato. Occupando una posizione di classe contraddittoria, vale a dire identificandosi con il suo oppressore, questa frazione della classe operaia si unisce alla borghesia di cui crede di condividere il destino. La frammentazione del sistema di classe è, per Poulantzas, una caratteristica distintiva del tardo capitalismo, e qualsiasi analisi politicamente utile deve affrontare questa nuova costellazione di interessi e potere. Un esempio molto abbreviato di questo può essere visto in un'analisi di Rhonda F. Levine, influenzata dal pensiero di Poulantzas, del New Deal negli Stati Uniti: la classe dirigente americana, accettando alcune delle richieste della classe lavoratrice (come il salario minimo e le leggi sul lavoro), ha contribuito a cementare un'alleanza tra il lavoro e una particolare frazione del capitale e lo stato. Ciò risultava necessario per la continuazione dell'esistenza del capitalismo, perché se la classe dominante avesse semplicemente represso i movimenti ed evitato qualsiasi concessione, avrebbe condotto la società a compiere una rivoluzione socialista.

## Eredità
Poulantzas è stato particolarmente influente sull'accademico e scrittore britannico, teorico di stato marxista Bob Jessop.
Poulantzas fornisce un'analisi sfumata della struttura di classe in un'epoca in cui l'internazionalizzazione dei sistemi di produzione stava spostando il potere da settori progressisti (inclusi settori della classe dei lavoratori in alleanza con la classe media e i capitalisti progressisti) a settori capitalisti neoliberisti. In molte aree di pensiero, il suo contributo ha fatto sì che l'attuale dibattito sul linguaggio marxista critico della classe sociale, della borghesia ed dell'egemonia della classe capitalista trovasse poca risonanza nella scienza politica contemporanea, dove invece il suo positivismo richiede ai ricercatori di concentrarsi su entità misurabili e oggettive.